# Oneida
Los oneida es una tribu nativo americana de la Confederación Iroquesa, cuyo nombre proviene de O-nyo-ta-'-a:-ka «gente de la piedra erguida», que deriva de la roca de granito que se encontraba cerca de uno de sus poblados. Vivían en Nueva York, donde actualmente viven todavía, así como  en Londres (Ontario) y en la Reserva Oneida de Green Bay (Wisconsin).
En 1960 eran 1070 en Canadá, 974 en Nueva York y 3612 a Wisconsin. En 1990 había 5000 en Canadá y unos 200 hablantes de su lengua, según Asher. Según el censo de los EE. UU. de 2000, había 15 361 en Nueva York y 920 en Wisconsin, y 4930 en la Reserva Oneida de Ontario.

## Oneidas célebres
- Graham Greene, actor.
- Hiawatha
- Minnie Kellogg
- Roberta Hill Whiteman
- Skenandoa
- Neilson Powless, ciclista.